# Лозница (верхний приток Ужа)
Лозница — правый приток реки Уж, протекающий по Коростенскому району (Житомирская область).

## География
Длина — 14 км. Площадь бассейна — 52,5 км². Русло в приустьевой части пересыхает. Служит водоприёмником системы каналов, примыкающей у истоков реки. Уклон реки — 2,0 м/км.
Берёт начало от нескольких ручьёв южнее села Берестовец. Река течёт на северо-запад, в приустьевой части — северо-запад. Впадает в реку Уж (на 146-м км от её устья) юго-западнее села Дедковичи.
Пойма очагами занята лесами, болотами и лугами.
Населённые пункты на реке (от истока к устью):
Коростенский район — Коростенская городская община
1. Берестовец